# دریای سیاه (فیلم ۲۰۱۴)
دریای سیاه (انگلیسی: Black Sea) یک فیلم دلهره‌آور در ژانر فاجعه به کارگردانی کوین مک‌دانلد است. از بازیگران آن می‌توان به جود لا و اسکوت مک‌نری اشاره کرد. این فیلم در ۵ دسامبر ۲۰۱۴ در بریتانیا و در ۲۳ ژانویه ۲۰۱۵ در ایالات متحده اکران شد.

## بازیگران
- جود لا
- اسکوت مک‌نری
- دیوید ترلفال
- بن مندلسون
- کنستانتین خابنسکی
- جودی ویتاکر
- گریگوری دوبریگین
- کارل دیویس
- سرگئی پوسکپالیس
- توبیاس منزیس
- سرگی کولسنیوف
- مایکل اسمایلی